# Аврамовка (Кировоградская область)
Авра́мовка (укр. Аврамівка) — село в Катериновской сельской общине Кропивницкого района Кировоградской области Украины.
Население по переписи 2001 года составляло 164 человека. Почтовый индекс — 27612. Телефонный код — 522. Код КОАТУУ — 3522584503.